# Nannocharax procatopus
Nannocharax procatopus es una especie de peces de la familia Citharinidae en el orden de los Characiformes.

## Morfología
Los machos pueden llegar alcanzar los 8 cm de longitud total.

## Hábitat
Vive en zonas de clima tropical (20 °C-24 °C).

## Alimentación
Come pequeños invertebrados.

## Distribución geográfica
Se encuentran en África:  cuenca del río Congo.